# Markus Jonsson
Markus Jonsson est un footballeur suédois, né le 9 mars 1981 à Växjö. Il évoluait au poste de défenseur.

## Palmarès
- Östers IF
  - Champion de D2 suédoise en 2002.

- AIK Solna
  - Champion de Suède en 2009.
  - Vainqueur de la Coupe de Suède en 2009.